# Smidtia zimini
Smidtia zimini là một loài ruồi trong họ Tachinidae.